# Aimable Pélissier

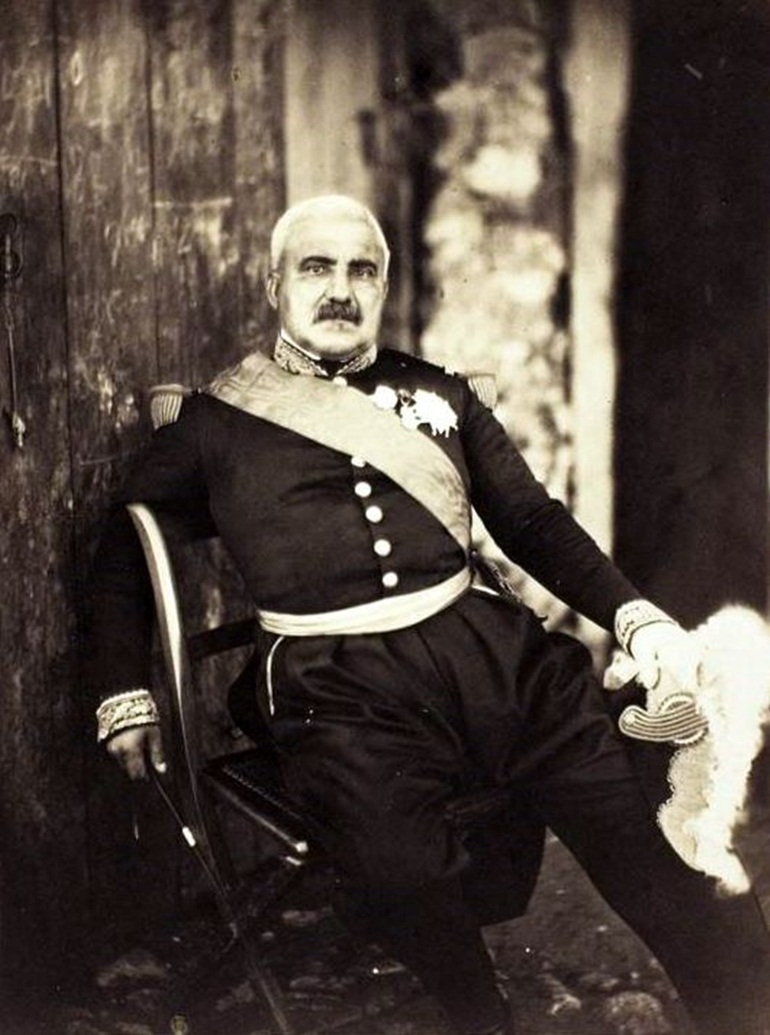
General Pélissier, 1855

Aimable-Jean-Jacques Pélissier GCB, seit 1856 duc de Malakoff (Herzog von Malakoff), (* 6. November 1794 in Maromme, Seine-Inférieure; † 22. Mai 1864 in Algier) war ein französischer Staatsmann und Marschall von Frankreich, der als Eroberer Algeriens und der Festung Sewastopol bekannt wurde.

## Leben
Aimable Pélissier wurde als Sohn des tschechischen Korporals Peter Pelisek geboren, der im Juni 1791 mit 60 österreichischen Husaren versucht hatte, Marie-Antoinette und König Ludwig XVI. in Varennes zu befreien. Aimables Mutter war das Bauernmädchen Catherine Chartier aus Maromme. Sie hatte Freunde, die Peter Pelisek als Meister in einer Salpeterfabrik in Maromme einstellen konnten. Peter Pelisek veränderte seinen Namen in Pierre Pélissier, um Verfolgungen aus dem kaiserlichen Österreich zu vermeiden.
Aimable Pélissier besuchte die Militärschulen in La Flèche und Saint-Cyr-l’École, trat 1815 als Unterleutnant in die Artillerie ein, dann in ein Infanterieregiment, wurde darauf 1819 als Aide-Major zu einem Husarenregiment versetzt, von dem er 1821 zur Infanterie zurückkehrte.
1823 nahm er als Adjutant von General Louis-Sébastien Grundler am spanischen Feldzug teil. Pélissier begleitete 1828 General Antoine Simon Durrieu 1828 als Adjutant auf der Morea-Expedition. 1830 nahm er an der Expedition nach Algier teil, worauf er in Frankreich als Major im Generalstab eingesetzt wurde.
Im November 1839 ging Pélissier mit General Jean-Paul Adam Schramm, der ihn zu seinem Generalstabschef ernannte, wieder nach Algerien. Sein Name wurde in weiteren Kreisen bekannt, als er 1845 bei einem Angriff auf die Dahragrotten 400 Araber, die seiner Aufforderung zu weichen, kein Gehör gaben, in einer Höhle durch Rauch ersticken ließ.
Am 10. Januar 1855 wurde er zum Kommandierenden General des I. Korps der orientalischen Armee im Krimkrieg berufen. Am 19. Mai übernahm er den Oberbefehl über die französischen Truppen auf der Krim, vor Sewastopol. Nach der entscheidenden Eroberung der Festung Malakow (französisch: Malakoff) wurde er am 12. September 1855 zum Marschall von Frankreich ernannt. Im Sommer 1856 kehrte er nach Frankreich zurück und wurde am 22. Juli von Kaiser Napoleon III. im napoleonischen Adel zum Herzog von Malakow (französisch: Duc de Malakoff) mit einer Jahresrente von 100.000 Franc ernannt.

Marschall Pèlissier

Vom März 1858 bis Mai 1859 war er Gesandter in London. Er befehligte 1859, während des Sardinischen Krieges gegen Österreich, die Observationsarmee am Rhein. Der Aufmarsch der österreichischen Hauptarmee am Rhein unterblieb aber, weil Preußen und der Deutsche Bund nicht daran teilnahmen. Damit wurde Norditalien der Hauptkriegsschauplatz. Pélissier wurde 1860 zum Generalgouverneur von Algerien ernannt, wo er am 22. Mai 1864 starb. 
Aimable Pélissier wurde im Caveau des Gouverneurs der Cathédrale Saint-Louis-des-Invalides in Paris beigesetzt.

## Trivia
Zu seiner Ehre wurde die Malakow-Torte als Dessert kreiert.

## Auszeichnungen
- 1853: Großkreuz der Ehrenlegion